# 保晃会
保晃会（ほこうかい）とは、明治時代初期に日光の社寺などの保全を目的として設立された民間の保存団体である。

## 背景
明治維新の神仏分離政策により、徳川幕府により保護されていた日光にも大きな転機が訪れた。1870年に日光の神仏分離の実施方針が日光県から政府に上申され、翌1871年1月に僧侶などに伝えられた。これにより二荒山神社と東照宮と満願寺（現在の輪王寺）の敷地を分け、二荒山神社と東照宮敷地内の仏教施設を満願寺に移す事が必要になり、財政状況が芳しくない満願寺は、二荒山神社傍らの三仏堂などを取り壊して移転の費用を捻出することとなった。
1876年に明治天皇による奥羽巡行のさい満願寺が日光行在所となったが、この時点で三仏堂の取り壊しは完了していて用材は境内に保管されている状態であったことから、巡幸を終えた明治天皇より「旧観を失わず移遷せよ」との詔と金3000円の下賜を受け三仏堂は移築された。
明治初年に日光の文化財保存活動を始めたのが、後に保晃会副会長となる安生順四郎である。安生は、上都賀郡久野村（現鹿沼市粟野町）で生まれ、明治12年には第一回県会議員に当選し議長に就任した人物である。
1875年、安生や県内の有志で上京し、徳川幕府旧臣や政府関係者に日光の文化財保全について相談したが、明治政府は内外に様々な問題を抱えており、文化財保全までできる余裕がなかったうえ、政府関係者にとっては日光は、「朝敵」である徳川家のものであり、新政府が保護すべきものではないとの空気もあった。その後も安生らは都度都度上京し相談を持ちかけたが、政府による日光の文化財保全には至らなかった。そうしたなか、元アメリカ合衆国大統領ユリシーズ・グラントが国賓として1879年に来日中に、7月20日から8日間日光にも滞在した。安生と印南丈作、矢板武、田代荒次郎らは「来晃の光栄を祝すため」グラントに謁見し、その翌日に鍋島幹県令を通じて内務卿伊藤博文に面会し、日光の文化財保全について嘆願したが、「新政府未だ創業中」の返答で政府自ら行うことはできないとの返答を受け、有志が団結して日光の文化財保全にあたることを決意した。
同年8月27日、会名を「保晃会」とすることや事務分担を決めて各自同志を募り、日光の文化財保全を全うすることを盟約した。

## 目的
日光の山内地区を一大公園としてはどうか、山内をキャンパスとして学校を創立してはどうかなどの案も出たが、「日光山祠堂ノ壮観及ビ名勝ヲ永世ニ保存」（日光の美観を現状をもって永世に残す）と決定した。
目的実現のための保晃金と称した基金を募るが、保晃金そのものには手を付けず、利子によって山内地区の建造物の維持管理や保晃会の運営に充てる方針とし、栃木県内はもとより東京や全国から保晃金を募った。また、非常時への備えとして、日光山中に杉や檜の苗を植樹した山林経営も行い、これを保晃林とした。
1880年1月28日に本局を満願寺に設置し、栃木町第四十一国立銀行内に出張所を設けた。同年4月25日に、栃木県内の会員数が2500人を突破したので総会を開き役員が選出された。会長には東照宮宮司で元会津藩主の松平容保が、副会長には前述の通り安生順四郎が就任した。10月10日には内務省から金8000円が下附、10月28日には金2000円の恩賜があり、士気は高まった。
1885年には保晃会の各府県への会務は一段落し、東京と宇都宮の出張所を廃止し、以後は建造物の調査と修理が大きな業務となったが、本来の趣旨では、保晃会は日光保全の資金募集のための組織であり、実際の修繕工事は監督官庁が主管して行わせるものであった。1889年に規則を改正し、会務全般を社寺に嘱託した。
資金の目標額は当初の20万円から30万円へ引き上げられたが、集金は十数万円に留まっていた。以後源資金が目標額に到達できないまま建造物の傷みが深刻化しており、日光の保全に尽力して行くこととなった。

## 浩養園
浩養園は、1893年9月15日に保晃会之碑付属庭園として完成した。ひょうたん池を中心とした日本庭園である。
当初は碑の建立のみで、庭園造成の予定は無かったが、社寺より受けた寄付金2500円と同時期に始まった日光御用邸整備で敷地献上の報奨金に保晃会から支出金で碑に付帯する庭園の建設を1889年の総会決議で決定し造成した。当初は園内に人工の滝も設けられたが、今日ではその痕跡はなくなっている。浩養園という名称は、孟子とその弟子の公孫丑の問答の中にある「浩然の気を養う」から命名されたとされる。
浩養園は、日光御用邸に接しており、御用邸となる前から利用していた 明治天皇皇女の常宮と周宮は造成費として金50円を下賜、両者の教育係主任を務めた佐々木高行も10円の寄付をした。1896年に日光御用邸に滞在した後の大正天皇は帰京時に金100円を保晃会に下賜した。
敷地的には、東武観光センター（2018年7月に閉店し、2020年3月に日光茶屋がオープン）なども浩養園であったが、それぞれの建物が時代の流れで大型化・近代化されるとともに浩養園とは別物と捉えられるようになり浩養園の敷地は縮小していった。
浩養園の維持管理費は保晃会とは別会計とし、園内の一部を希望する人物などに貸し出し、各種施設が建てられた。

### 施設
保晃会之碑
碑は銅碑も検討されたが、予算の都合で大きな石碑と決定。石は宮城県の稲井石を用い、1893年に石巻から鉄道で日光に輸送された。篆額は北白川宮能久親王、選文は勝安房に依頼した。
浩養館
西澤金山の経営者である高橋源三郎が、開園直後に仮受し、後の東照宮宝物館の前庭付近に美術参考所（小規模な美術館）として1895年に開業した33坪の建物である。浩養園は湿気が多く美術品を損傷するに至ったので1900年2月には閉業し建物は社寺に寄付された。4月に後述の保晃会事務所に間借りしていた大規模修繕工事の事務所が移転したが、事務所自体はさらに後述の東照宮宝物館の場所を借用し移転新築している。
東照宮法宝物館
東照宮300年祭の一環として宝物陳列館の新築を計画し土地借用を保晃会に申請。1915年5月31日竣工。その後東照宮350年祭の時に建て替えられ1967年8月に竣工、鉄筋コンクリート2階建てだが二社一寺共有地に建設されたため、東照宮参拝の導線からは外れていたため集客に問題があったのと老朽化により、2015年に新築移転した。
岸野売店
岸野仲五郎が、1909年に物産及び飲食物販売を目的として浩養園の一部15坪を借り入れ、以後仮受面積を拡大して、2018年現在も営業の株式会社岸野である。岸野は、1911年にも浩養園内の別の場所（のちの東武観光センター付近）を借入れており、こちらは敷地も広く、物産販売とともに江戸時代から続く岸野家の家業でもある漆細工の工房でもあった可能性もある。
忠魂碑
日露戦争などに出征し病戦死した12名の名が刻まれており1928年に建立した。
山内スケートリンク
昭和初期から昭和15年頃にかけて、青年団が管理するスケートリンクが設置されていた。浩養園の池より水を引いて南北に長いリンクで、場所によっては氷が溶けやすく使いにくいものであった。
これらの他、第二次大戦中は食糧増産のため近隣住民が開墾し、野菜を栽培していた。戦後は1954年に上水道用配水池が設置され現在も稼働している。東照宮表参道の車両進入禁止に伴い1970年頃には40台分の駐車場が整備された。

## 事務所
保晃会の事務所は、1894年4月20日に竣工した2階建てで延べ100坪の建物であった。保晃会解散後は旧日光社寺共同事務所を経て日光社寺営林事務所や日光殿堂案内協同組合が使用していたが、1973年5月7日の火事により全焼した。門柱や塀、石蔵は保晃会当時のものが現存しており面影を残している。

## 解散
1894年から翌年にかけて美術学校や日本漆工会に嘱託した調査により大規模修繕が必要であることが判明し、1895年の大会において保晃会の資産を政府に託し大規模修繕を請願することとした。1899年から1911年にかけての第一期修繕と、1912年から1919年にかけての第二期修繕が実施されると、保晃会は役目を終えて1916年に、財産を処分し、保晃林を二社一寺に譲渡し解散した。

## 保晃会の果たしたこと
1897年に古社寺保存法が制定され、社寺のみを対象としているが国宝の指定や保存金が定められ、政府が責任を持って文化財保全に当たることとなった。日光でも1903年に東照宮と輪王寺の宝物が国宝に指定され、1908年には二社一寺の建造物も国宝の指定を受けた。
古社寺保存法制定に先だち、地域の文化財を国民の財産として認識し、後世への保存の途を建てようとしたのは保晃会の持つ歴史的な意義である。